# Barbus tiekoroi
Barbus tiekoroi är en fiskart som beskrevs av Lévêque, Teugels och Thys van den Audenaerde, 1987. Barbus tiekoroi ingår i släktet Barbus och familjen karpfiskar. IUCN kategoriserar arten globalt som otillräckligt studerad. Inga underarter finns listade.